# Minnehaha County
Minnehaha County är ett administrativt område i delstaten South Dakota, USA, med 169 468 invånare. Den administrativa huvudorten (county seat) är Sioux Falls.

## Geografi
Enligt United States Census Bureau så har countyt en total area på 2 107 km². 2 097 km² av den arean är land och 10 km² är vatten. 

### Angränsande countyn
- Moody County, South Dakota - nord
- Rock County, Minnesota - öst
- Lyon County, Iowa - sydost
- Lincoln County, South Dakota - syd
- Turner County, South Dakota - sydväst
- McCook County, South Dakota - väst
- Lake County, South Dakota - nordväst